# Mercè Carandell Robusté
Mercè Carandell Robusté   (Barcelona, 4 de març de 1948) és una metgessa, escriptora en llengua catalana i periodista. Filla del novel·lista i advocat Joan Carandell i Marimón, va créixer en un entorn cultural ric, amb una família implicada en les lletres catalanes. La seva trajectòria vital l’ha portat a diverses ciutats, com Reus, Madrid i Barcelona, reflectint la mobilitat de la família per raons laborals i personals. Va cursar estudis de medicina entre 1965 i 1971, amb una estada a Cambridge, i es va especialitzar en medicina interna, reumatologia i metabolisme mineral. Ha treballat a hospitals de Barcelona i a centres mèdics de Madrid i Yorkshire.
En l’àmbit literari, va rebre el premi Eugeni Molero l’any 1996 pel conjunt de relats publicats a L’Hora del Garraf, que posteriorment es recollirien en el llibre Històries de malalts. També és autora de la novel·la històrica El paradís rere el mar (2019), basada en els viatges d’indianes, que la va portar a documentar-se a Cuba, Liverpool i les Illes Canàries. És sòcia de l'Associació d’Escriptors en Llengua Catalana.